# Conrad Damm
Conrad Damm (* 13. April 1795 in Gisselberg; † 25. Mai 1855 ebenda) war ein deutscher Schultheiß und Mitglied der Kurhessischen Ständeversammlung.

## Leben
Conrad Damm war in seinem Heimatort als Landwirt und Schultheiß (heute: Bürgermeister) tätig und war vom 16. Oktober 1830 bis zum 9. März 1831 Vertreter der Bauern des Lahnstroms auf der konstituierenden Versammlung des Kurhessischen Landtags, der nach den Unruhen des Jahres 1830 gebildet wurde und bis 1866 Bestand hatte, als das Land Hessen durch Preußen annektiert wurde.